# 日証金信託銀行
日証金信託銀行株式会社（にっしょうきんしんたくぎんこう、JSF Trust and Banking Co., Ltd.）は、東京都中央区に本店を置く信託銀行。日本証券金融株式会社の完全子会社。
有価証券の信託、顧客分別金の信託、外国為替証拠金信託、その他法定保全信託、貸出業務および預金業務を行っている。リテール業務は行っていない。

## 沿革
- 1998年（平成10年）- 設立。
- 1998年（平成10年）- 顧客分別金信託および有価証券信託の取り扱い開始。
- 2002年（平成14年）- 口座管理機関業務の取り扱い開始。
- 2003年（平成15年）- 資本金100億円に増資。
- 2004年（平成16年）- 外国為替証拠金信託の取り扱い開始。
- 2008年（平成20年）- 資本金140億円に増資。
- 2009年（平成21年）- CFD取引証拠金信託、金銭債権信託およびABL信託の取り扱い開始。
- 2016年（平成28年）- 入居一時金保全信託およびクラウドファンディング払込金保全信託の取り扱い開始。